# Giro Ciclistico Pesca e Nettarina di Romagna Igp
Il Giro Ciclistico Pesca e Nettarina di Romagna Igp era una corsa a tappe maschile di ciclismo su strada, riservata alla categoria Under-23, che si correva ogni anno in Romagna. Dal 1996 al 2015 sono state disputate 20 edizioni della manifestazione.

## Storia
Il Giro Ciclistico Pesche Nettarine di Romagna nacque nel 1996 a Mordano dall'impegno di un gruppo di amici che già da una decina di anni organizzava corse per ciclisti dilettanti. A questo scopo fu fondata un'apposita associazione, l'«Associazione Sportiva Ciclistica di Romagna», con sede a Mordano. Primo presidente fu Giuseppe Gaddoni al quale, nel 2008, succedette Marco Selleri.
La gara ha lanciato atleti del calibro di Ivan Basso, Fabian Cancellara, Riccardo Riccò, Aleksandr Kolobnev, Emanuele Sella, Salvatore Commesso, Evgenij Petrov, Paolo Tiralongo, Enrico Gasparotto, Ben Swift, Damiano Caruso, Adriano Malori e Davide Formolo. Massimo Mazzanti, vincitore dell'edizione 2004, è l'unico romagnolo ad aver vinto la corsa.
L'intitolazione della manifestazione alla Pesca nettarina di Romagna vuole valorizzare un prodotto d'eccellenza della frutticultura romagnola, coltivato soprattutto nell'area tra Ravenna, Imola, Forlì e Cesena (la parte di Romagna in cui si svolge la competizione, che si disputa in cinque giornate). Al vincitore viene consegnato l'«aratro d'oro», simbolo della fatica degli sforzi del lavoratore, e che contiene anche un messaggio ai giovani: solo con grandi sacrifici si possono ottenere rilevanti risultati.
Nel 2013 la durata della corsa è stata ridotta da cinque a tre giornate per esigenze organizzative. L'edizione è stata vinta dal veneto Davide Formolo, che ha bissato il successo dell'anno precedente, primo corridore a riuscire nell'impresa. Dopo il successo del trentino Iuri Filosi nel 2014, l'edizione 2015 è stata conquistata dal bergamasco Lorenzo Rota che nell'ultima tappa ha strappato la leadership al bresciano Andrea Garosio.
Il 31 maggio 2016 gli organizzatori hanno deciso la soppressione della manifestazione, annunciando di essere già al lavoro per un nuovo progetto sportivo, anch'esso, come il "Nettarine", legato alla promozione del territorio. Il progetto riguardava il rilancio del Giro d'Italia Giovani Under 23, avvenuto a partire dal 2017 con l'impulso dato da Davide Cassani e dalla Federazione Ciclistica Italiana (presieduta in quegli anni da Renato Di Rocco), grazie all'organizzazione operativa della «Nuova Ciclistica Placci 2013» presieduta da Marco Selleri e di «Communication Clinic» di Marco Pavarini.
Nel 2020 le due organizzazioni si fondono in un nuovo sodalizio che assume la denominazione di «ExtraGiro». Nello stesso anno, dopo aver fatto ripartire il ciclismo italiano a luglio applicando per la prima volta i protocolli anti-covid, «ExtraGiro» assume l'organizzazione tecnica dei Campionati del mondo di ciclismo ad Imola, cui faranno seguito anche i Campionati italiani di ciclismo su strada 2021, tra Imola, Faenza e Bellaria-Igea Marina, i Campionati italiani di ciclismo su strada 2022 - Gara in linea femminile Elite 2022 ancora in Emilia-Romagna, i primi Campionati italiani di ciclismo Gravel Elite nel 2022 ad Argenta e i Campionati italiani di ciclismo su strada - Gara in linea maschile Under 23 del 2023. 
Il 2021 ha visto anche la nascita del Giro di Romagna per Dante Alighieri per U23, da molti considerato come un vero e proprio rilancio del Giro Ciclistico Pesca e Nettarina.

## Albo d'oro
Aggiornato all'edizione 2015.
| Anno | Vincitore            | Secondo                    | Terzo               |
| ---- | -------------------- | -------------------------- | ------------------- |
| 1996 | Vitalij Kokorin      | Matteo Casarotto           | Gian Luca Nicolé    |
| 1997 | Salvatore Commesso   | Leonardo Scarselli         | Paolo Tiralongo     |
| 1998 | Ivan Basso           | Federico Morini            | Maurizio Caravaggio |
| 1999 | Antonio Rizzi        | Volodymyr Hustov           | Fabio Bulgarelli    |
| 2000 | Evgenij Petrov       | Manuel Bortolotto          | Fabian Cancellara   |
| 2001 | Aleksandr Kolobnev   | Emanuele Sella             | Giuseppe Ricca      |
| 2002 | Vladimir Lobzov      | Miculà Dematteis           | Vladimir Gusev      |
| 2003 | Riccardo Riccò       | Francesco De Bonis         | Aleksandr Efimkin   |
| 2004 | Massimo Mazzanti     | Federico Vitali            | Aranda Magallanes   |
| 2005 | Miguel Ángel Rubiano | Volodymyr Djudja           | Maksim Bel'kov      |
| 2006 | Elio Fausto Saavedra | Andriy Buchko              | Salvatore Mancuso   |
| 2007 | Luca Dodi            | Gianandrea Marioli         | Enrico Cecchin      |
| 2008 | Enrico Zen           | Federico Rocchetti         | Alessandro Colò     |
| 2009 | Damiano Caruso       | Adriano Malori             | Alfredo Balloni     |
| 2010 | Matteo Fedi          | Francesco Manuel Bongiorno | Rafał Majka         |
| 2011 | Mattia Cattaneo      | Nicola Boem                | Stanislau Bazhkou   |
| 2012 | Davide Formolo       | Pierre Paolo Penasa        | Jorge Luis Abreu    |
| 2013 | Davide Formolo       | Davide Villella            | Antonio Nibali      |
| 2014 | Iuri Filosi          | Simone Sterbini            | Gianni Moscon       |
| 2015 | Lorenzo Rota         | Andrea Garosio             | Daniel Pearson      |